# Jean-Luc Chabanon

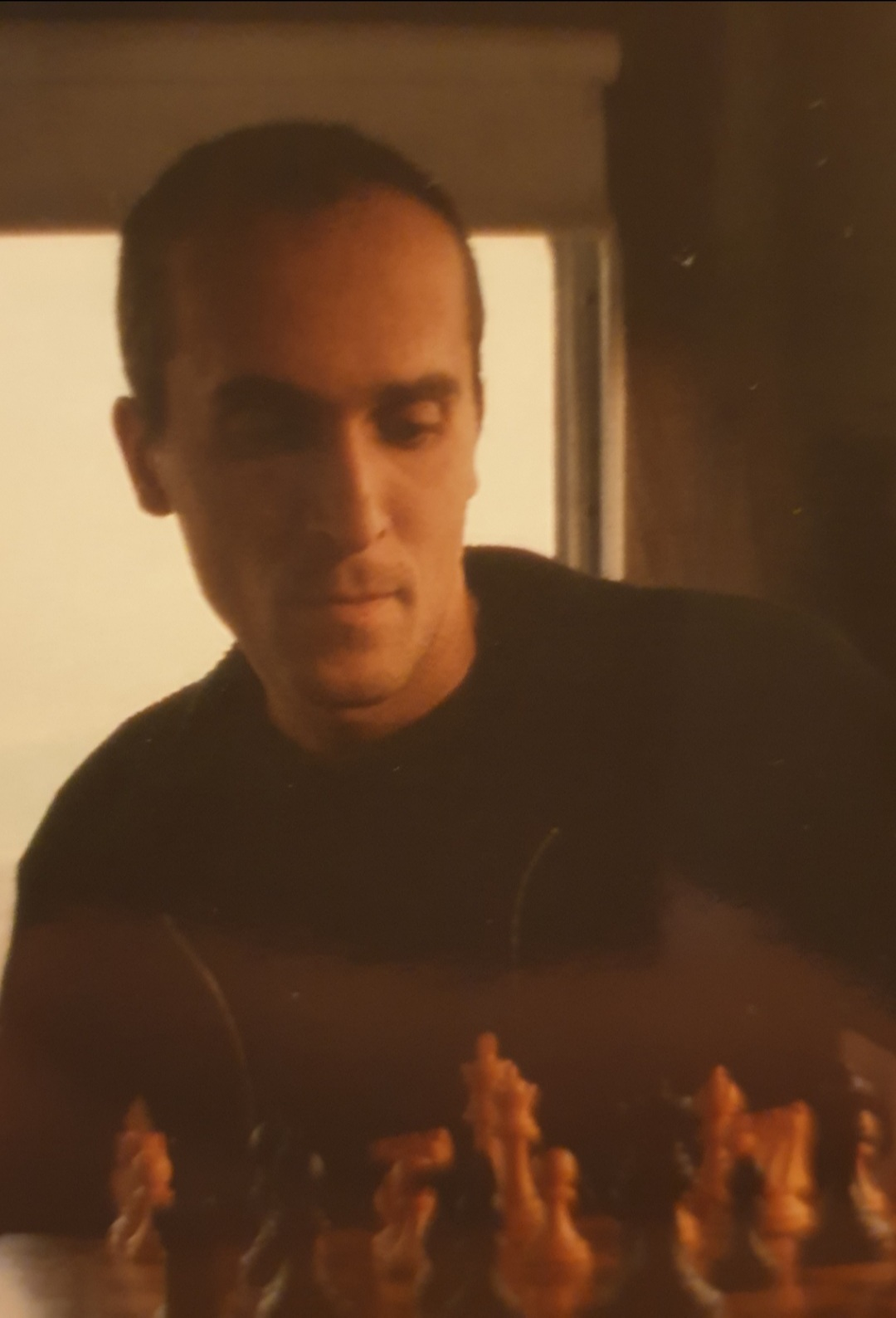
Jean-Luc Chabanon in 2000

Jean-Luc Chabanon (Clermont-Ferrand, 13 aug. 1971) is een Franse schaker met FIDE-rating 2482 in 2017. Hij is, sinds 2001, een grootmeester (GM).
In 1990 speelde hij bij de Schaakolympiade aan het tweede reservebord van het Franse team, hij behaalde 4.5 pt. uit 7 partijen.
In 1993 werd hij tweede bij de Franse kampioenschappen, na Emmanuel Bricard.
In februari 2015 eindigde hij op een tweede plaats bij het open toernooi van Clermont-Ferrand.

## Externe koppelingen
- (en)   Informatie over schaakpartijen van Jean-Luc Chabanon op ChessGames.com
- (en)   Informatie over schaakpartijen van Jean-Luc Chabanon op 365chess.com
- (en)  FIDE-ratinggegevens voor Jean-Luc Chabanon